# Єспе (Жамбильський район)
Єспе́ (каз. Еспе) — село у складі Жамбильського району Алматинської області Казахстану. Входить до складу Матібулацького сільського округу.
Населення — 57 осіб (2021; 91 у 2009, 210 у 1999, 446 у 1989).